# Renaissancetoneel in Nederland
Het Nederlandse Renaissancetoneel bestaat uit drama's die geschreven zijn van ca. 1600-1700.  De auteurs wilden modern zijn, wat toen juist 'geïnspireerd door klassieke voorbeelden' betekende; navolging van de klassieke oudheid stond centraal tijdens de renaissance.
De renaissance in de Nederlanden duurde van ca. 1560 - 1660.  De renaissance is een periode in de Europese geschiedenis die na de middeleeuwen kwam. Het was een periode waarin de cultuur bloeide. De Nederlandse renaissance was een gouden tijd voor toneel. Toneel (drama) was de grootste bron van amusement en veel dramaschrijvers kwamen op tijdens de renaissance.

## Geschiedenis

### De rederijkerskamers[2]

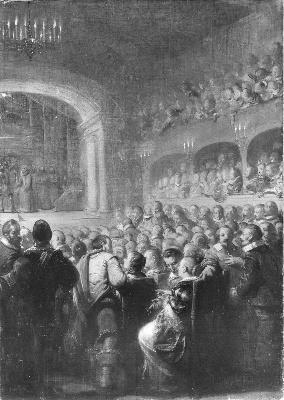
De opening van de Amsterdamse Schouwburg (1637)

In het begin van de vijftiende eeuw werden mensen steeds welvarender, zij leefden in steden. Zij richtten verenigingen op die literatuur beoefenden, de rederijkerskamers.  De rederijkerskamers waren verspreid door heel Vlaanderen en Nederland. De rederijkers waren een groep mensen die van literatuur hielden. Zij organiseerden dichtwedstrijden maar ook landjuwelen (toneelwedstrijden) en  toneelopvoeringen. Ze hielpen ook bij feesten en optochten in de stad.
De rederijkerskamers waren het middelpunt van het toneel. In 1610 gingen de kamers open voor betaling waarmee de basis voor professioneel toneel werd gelegd.

### De Nederduytsche Academie
In 1617 richtte Samuel Coster de Nederduytsche Academie op. Hij wilde een andere optie naast de rederijkerskamers bieden. Bredero en Hooft lieten hun stukken nu in de toneelzaal van Coster opvoeren.

### De Amsterdamse Schouwburg
De Amsterdamse Schouwburg is in 1637 gebouwd in de Keizersgracht. Alle belangrijke toneelstukken werden vanaf de bouw hier opgevoerd.

## Nieuwe functies
Met het renaissancetoneel kreeg toneel nieuwe functies. Elk toneelstuk diende als een beeld van gewenst of ongewenst gedrag. Ook kregen toneelstukken een functie voor de gemeenschap. De opbrengsten van de Amsterdamse Schouwburgen gingen bijvoorbeeld naar de sociale instellingen. De toneelstukken waren ook belangrijk voor de publieke opinie. Schrijvers gaven graag hun mening in toneelstukken. De toneelstukken hadden veel invloed op de gemeenschap.

## Schrijvers en werken in de renaissance[4]

### Jacob Cats

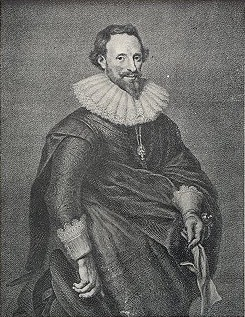
P.C. Hooft

Jacob Cats (1577-1660) was een dichter in de renaissance. Zijn beroemdste werk is Het Spaans Heidinnetje, een didactisch liefdesverhaal.

### P.C. Hooft
Pieter Corneliszoon Hooft (1581-1647) was een toneelschrijver, historicus en dichter in de renaissance. Zijn beroemdste werk is Warenar, een komedie over de vrek Warenar.

### G.A. Bredero
Gerbrand Adriaenszoon Bredero (1585-1618) was een rederijker, dichter en toneelschrijver in de renaissance. Zijn beroemdste werken zijn De klucht van de koe, een klucht over een domme boer en een slimme dief en de Spaanschen Brabander, een komedie over Jerolimo die in Amsterdam onderdak heeft gezocht.

### Joost van den Vondel
Joost van den Vondel (1587-1679) was een dichter en toneelschrijver in de renaissance. Zijn beroemdste werk is Gysbrecht van Amstel, een tragedie over de val van Amsterdam.

## Genres

### Komedie
Komedie is een van de genres toneel die tijdens de renaissance veel voorkwamen. Renaissancekomedies kwamen sterk overeen met Romeinse komedies. Een komedie had vijf bedrijven en ging over een persoon met een karaktertrek. Warenar (Hooft) en de Spaanschen Brabander (Brederode) zijn voorbeelden van bekende komedies.

### Klucht
Een klucht had personages die voorspelbaar en onbeschaafd waren. Kluchten waren platvloerser dan komedies en gingen altijd over bedrog of overspel. Een voorbeeld van een klucht is De klucht van de koe (Bredero).

### Tragedie
Een tragedie bestond uit 5 bedrijven. Een tragedie ging over de ondergang van een figuur. Het onderwerp was vaak geïnspireerd door de klassieke oudheid. Enkele voorbeelden zijn Gysbrecht van Amstel en Geeraerdt van Velsen.